# Copa do Caribe de 1994
A Copa do Caribe de 1994 (ou Copa Shell Caribenha de 1994, por motivos de patrocínio) foi a sexta edição da Copa do Caribe.
Nesta edição, a partida entre Barbados e Granada ficou conhecida como "A mais estranha da história do futebol".

## Regulamento
- As seleções foram divididas em grupos de 3 times para a disputa da primeira fase. Apenas o primeiro colocado se classificaria para a próxima fase.
- Os jogos da fase de grupo não poderiam acabar empatados. Se ao longo dos 90 minutos não houvesse um vencedor, seria disputada uma prorrogação de 30 minutos no sistema de “morte súbita”. Para efeito de placar final, o gol da morte súbita era contado em dobro.

## Fase de grupos

### Grupo 1
| Team       | Pts | M | W | D | L | GS | GC |
| ---------- | --- | - | - | - | - | -- | -- |
| Barbados   | 3   | 1 | 0 | 1 | 4 | 3  | +1 |
| Granada    | 3   | 1 | 0 | 1 | 4 | 4  | 0  |
| Porto Rico | 3   | 1 | 0 | 1 | 1 | 2  | -1 |

Jogo 1
| 23 de janeiro de 1994 | Barbados | 0–1 | Porto Rico |  |
|                       |          |     |            |  |

Jogo 2
| 25 de janeiro de 1994 | Granada | 2–0 () | Porto Rico |  |
|                       |         |        |            |  |

Jogo 3
| 27 de janeiro de 1994 | Barbados | 4–2 () | Granada |  |
|                       |          |        |         |  |

#### Barbados x Granada
A última partida do grupo, Barbados 4–2 Granada, ficou conhecida como a mais estranha partida de futebol da história, por conta do estranho regulamento da competição.

### Grupo 2
Partidas disputadas em São Vicente e Granadinas.
| Team                     | Pts | M | W | D | L | GS | GC |
| ------------------------ | --- | - | - | - | - | -- | -- |
| Guadalupe                | 6   | 2 | 2 | 0 | 0 | 11 | 0  |
| São Vicente e Granadinas | 3   | 2 | 1 | 0 | 1 | 2  | 2  |
| Anguila                  | 0   | 2 | 0 | 0 | 2 | 0  | 11 |

|  | Guadalupe | 9–0 | Anguila |  |
|  |           |     |         |  |

|  | São Vicente e Granadinas | 2–0 | Anguila |  |
|  |                          |     |         |  |

|  | São Vicente e Granadinas | 0–2 | Guadalupe |  |
|  |                          |     |           |  |

| Team            | Pts | M | W | D | L | GS | GC |
| --------------- | --- | - | - | - | - | -- | -- |
| Suriname        | 6   | 2 | 2 | 0 | 0 | 4  | 0  |
| Guiana Francesa | 1   | 2 | 0 | 1 | 1 | 2  | 3  |
| Guiana          | 1   | 2 | 0 | 1 | 1 | 1  | 4  |

|  | Suriname | 2–0 () | Guiana Francesa |  |
|  |          |        |                 |  |

|  | Guiana | 1–1 (4–5 pen.) | Guiana Francesa |  |
|  |        |                |                 |  |

|  | Suriname | 2–0 | Guiana |  |
|  |          |     |        |  |

| Team                  | Pts | M | W | D | L | GS | GC |
| --------------------- | --- | - | - | - | - | -- | -- |
| Domínica              | 6   | 2 | 2 | 0 | 0 | 7  | 4  |
| São Cristóvão e Nevis | 3   | 2 | 1 | 0 | 1 | 11 | 5  |
| Antígua e Barbuda     | 3   | 2 | 1 | 0 | 1 | 10 | 3  |
| Montserrat            | 0   | 2 | 0 | 0 | 2 | 1  | 17 |

|  | São Cristóvão e Neves | 9–1 | Monserrate |  |
|  |                       |     |            |  |

|  | Dominica | 3–2 | Antígua e Barbuda |  |
|  |          |     |                   |  |

|  | São Cristóvão e Neves | 2–4 () | Dominica |  |
|  |                       |        |          |  |

|  | Antígua e Barbuda | 8–0 | Monserrate |  |
|  |                   |     |            |  |

|  | São Cristóvão e Neves | ?–? | Antígua e Barbuda |  |
|  |                       |     |                   |  |

|  | Dominica | (cancelada–incidentes com a torcida) | Monserrate |  |
|  |          |                                      |            |  |

| Team                     | Pts | M | W | D | L | GS | GC |
| ------------------------ | --- | - | - | - | - | -- | -- |
| Ilhas Cayman             | 9   | 3 | 3 | 0 | 0 | 13 | 2  |
| Jamaica                  | 6   | 3 | 2 | 0 | 1 | 18 | 5  |
| São Martinho             | 3   | 3 | 1 | 0 | 2 | 5  | 9  |
| Ilhas Virgens Britânicas | 0   | 3 | 0 | 0 | 3 | 0  | 20 |

|  | Ilhas Caimã | 5–0 | Ilhas Virgens Britânicas |  |
|  |             |     |                          |  |

|  | Jamaica | 4–2 () | São Martinho Neerlandês |  |
|  |         |        |                         |  |

|  | Ilhas Caimã | 5–0 | São Martinho Neerlandês |  |
|  |             |     |                         |  |

|  | Jamaica | 12–0 | Ilhas Virgens Britânicas |  |
|  |         |      |                          |  |

|  | São Martinho Neerlandês | 3–0 | Ilhas Virgens Britânicas |  |
|  |                         |     |                          |  |

|  | Ilhas Caimã | 3–2 | Jamaica |  |
|  |             |     |         |  |

| 10 de março | República Dominicana | 0–1 | Haiti |  |
|             |                      |     |       |  |

| Team              | Pts | PJ | W | D | L | GP | GC | SG  |
| ----------------- | --- | -- | - | - | - | -- | -- | --- |
| Trindade e Tobago | 7   | 3  | 2 | 1 | 0 | 7  | 0  | +7  |
| Guadalupe         | 5   | 3  | 1 | 2 | 0 | 7  | 2  | +5  |
| Barbados          | 2   | 3  | 0 | 2 | 1 | 3  | 5  | -2  |
| Domínica          | 1   | 3  | 0 | 1 | 2 | 1  | 11 | -10 |

| 7 de abril de 1994 | Barbados | 1–1 | Dominica |  |
|                    |          |     |          |  |

| 7 de abril de 1994 | Trinidad e Tobago | 0–0 | Guadalupe |  |
|                    |                   |     |           |  |

| 9 de abril de 1994 | Guadalupe | 5–0 | Dominica |  |
|                    |           |     |          |  |

| 9 de abril de 1994 | Trinidad e Tobago | 2–0 | Barbados |  |
|                    |                   |     |          |  |

| 11 de abril de 1994 | Trinidad e Tobago | 5–0 | Dominica |  |
|                     |                   |     |          |  |

| 11 de abril de 1994 | Guadalupe | 2–2 | Barbados |  |
|                     |           |     |          |  |

| Team         | Pts | PJ | W | D | L | GP | GC | SG |
| ------------ | --- | -- | - | - | - | -- | -- | -- |
| Martinica    | 7   | 3  | 2 | 1 | 0 | 6  | 1  | +5 |
| Suriname     | 4   | 3  | 1 | 1 | 1 | 3  | 3  | 0  |
| Haiti        | 4   | 3  | 1 | 1 | 1 | 4  | 6  | -2 |
| Ilhas Cayman | 1   | 3  | 0 | 1 | 2 | 3  | 6  | -3 |

| 7 de abril de 1994 | Haiti | 3–2 | Ilhas Caimã |  |
|                    |       |     |             |  |

| 7 de abril de 1994 | Martinica | 2–0 | Suriname |  |
|                    |           |     |          |  |

| 9 de abril de 1994 | Martinica | 3–0 | Haiti |  |
|                    |           |     |       |  |

| 9 de abril de 1994 | Suriname | 2–0 | Ilhas Caimã |  |
|                    |          |     |             |  |

| 11 de abril de 1994 | Martinica | 1–1 | Ilhas Caimã |  |
|                     |           |     |             |  |

| 11 de abril de 1994 | Suriname | 1–1 | Haiti |  |
|                     |          |     |       |  |

| 14 de abril de 1994 | Trinidad e Tobago                 | 3–2 | Suriname                  |  |
|                     | Marvin Faustin (2) Arnold Dwarika |     | Clyde Tol Ramon Kampenaar |  |

| 14 de abril de 1994 | Martinica | 4–2 | Guadalupe |  |
|                     |           |     |           |  |

| 16 de abril de 1994 | Guadalupe | 2–0 | Suriname |  |
|                     |           |     |          |  |

| 17 de abril de 1994 | Trinidad e Tobago                    | 7–2    | Martinica         |  |
|                     | Charles , · Pacheco , · Eve · Thomas | report | Fondelot · Sophie |  |

| Campeão Copa Shell Caribenha de 1994: Trinidad e Tobago Terceiro Título |